# ریل، ولز
ریل (به انگلیسی: Rhyl) یک شهرک در ولز است که در دنبیشر واقع شده‌است. ریل ۲۵٬۱۴۹ نفر جمعیت دارد.

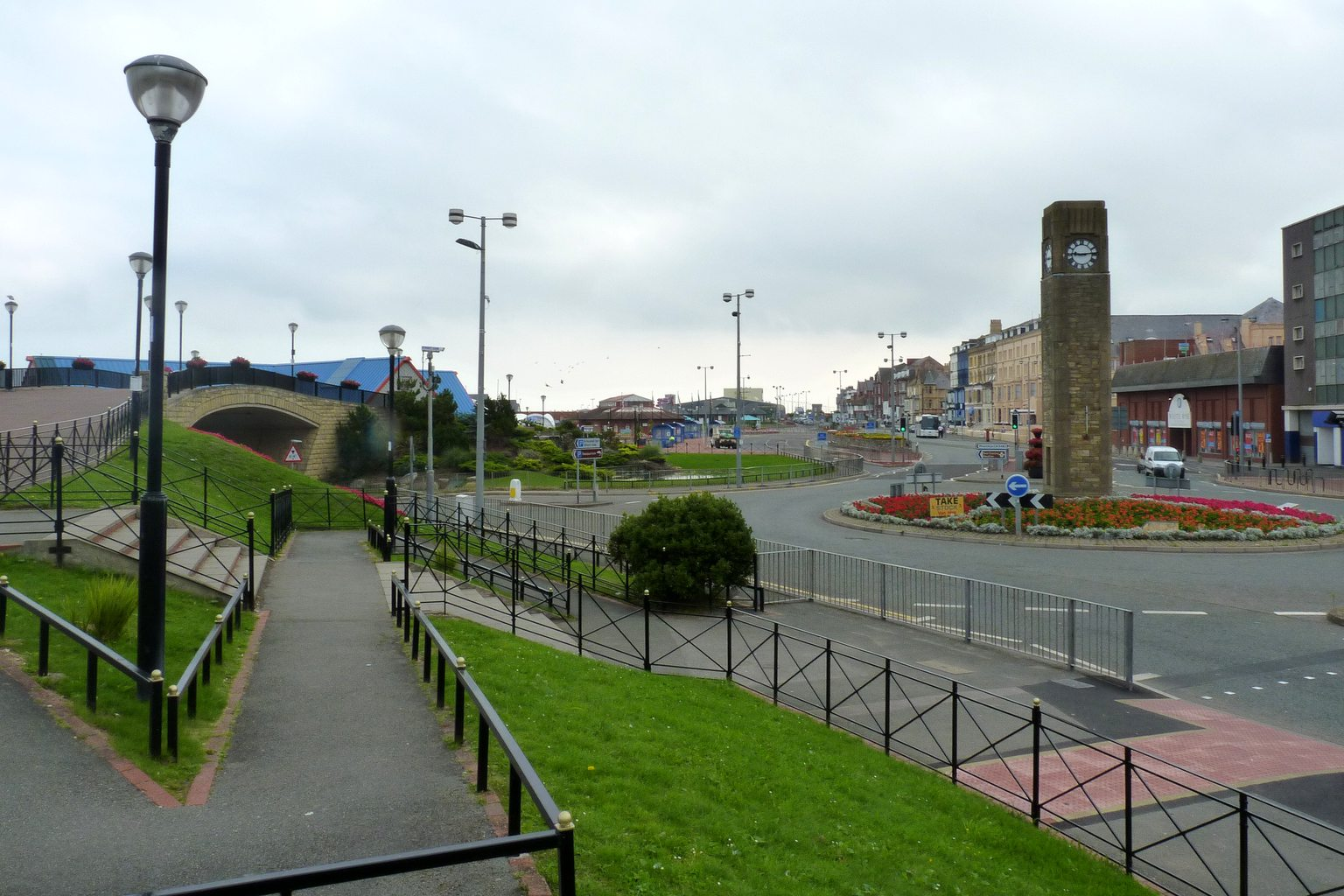
میدان ساعت